# Harald Wiedmann
Harald Wiedmann (* 15. Februar 1945 in Schwäbisch Gmünd) ist ein deutscher Manager und Rechtsanwalt.

## Leben
Nach dem Abitur absolvierte Harald Wiedmann ein Studium der Rechtswissenschaft an den Universitäten Tübingen und München. Er schloss sein Studium 1969 mit dem ersten Staatsexamen ab. Nach dem Referendariat folgte 1972 das zweite Staatsexamen. Wiedmann promovierte 1976 zum Dr. jur. an der Universität München. 1975 legte Wiedmann das Steuerberater- und 1978 das Wirtschaftsprüferexamen ab.
Er war von 1974 bis 1991 in verschiedenen Funktionen für die Wirtschaftsprüfungsgesellschaft Peat Marwick Mitchell & Co. tätig, zuletzt als Managing Partner des Frankfurter Büros. 1992 wurde er Mitglied des Vorstandes der KPMG Deutsche Treuhand-Gesellschaft AG mit Zuständigkeit für Berlin und die neuen Bundesländer. 1998 wurde er deren Vorstandssprecher, dieses Amt übte er bis 2005 aus. Ebenso war er von 1998 bis 2005 Mitglied im Executive Committee und International Board der KPMG International. Von 2002 bis 2005 war er Chairman für Europe, Middle East and Africa. Von Januar 2006 bis Juni 2007 war Wiedmann Präsident des Deutschen Standardisierungsrats beim Deutsches Rechnungslegungs Standards Committee e.V.
Seit 2007 ist er für die Anwaltssozietät Gleiss Lutz tätig. Wiedmann ist Vorsitzender des Verwaltungsrates der Berenberg Bank, Hamburg, und ist bzw. war Mitglied des Aufsichtsrates der Wincor Nixdorf AG, Paderborn, der Praktiker Bau- und Heimwerkermärkte AG, Saarbrücken, der ProSiebenSat.1 Media AG, München (2007–2015), der Prime Office AG, München, sowie der Merz GmbH & Co KGaA, Frankfurt. Derzeit ist Wiedmann Treuhänder für die zur Merckle-Gruppe gehörende Phoenix Pharmahandel GmbH & Co KG, Mannheim.
Wiedmann ist seit 1995 Honorarprofessor an der Johann Wolfgang Goethe-Universität und seit 1999 ebenfalls an der Technischen Universität Berlin.
Harald Wiedmann ist seit dem Studium Mitglied der AV Guestfalia Tübingen im CV.